# Bülent Tulay
Bülent Tulay (* 4. Februar 1961 in Söke, Aydın, Türkei) ist ein Münchener Verleger und Publizist türkischer Staatsangehörigkeit. Der Vorsitzende des Rats der Türken in Bayern ist auch Gründer mehrerer Unternehmen.
Tulay besuchte die Schule bis zum Abitur in der Türkei. Nach einem Deutschkurs in Stuttgart von 1979 bis 1980 Studienkolleg in München, dann bis 1986 Studium der Rechtswissenschaften und Politikwissenschaft an der Ludwig-Maximilians-Universität München. Seit seiner Studienzeit, während der Tulay bereits auch als Unternehmer tätig war, lebt er in München. 1990 gründete er den deutschsprachigen Babel-Verlag, in dem er Autoren wie Zafer Şenocak, Gültekin Emre und Bora Ćosić veröffentlicht.
Bülent Tulay ist Mitglied im Kuratorium der Eugen-Biser-Stiftung München und Vorstand der Deutsch-Türkischen Wirtschaftsvereinigung (DTW).